# 孟中里站
孟中里站（朝鲜语：／ Maengjung-ri yŏk */?）是朝鮮民主主義人民共和國平安北道博川郡的一個鐵路車站，属于平义线、南兴线和博川线。

## 历史
- 1914年10月1日，落成启用。

## 邻近车站
平义线
清川江站 - 孟中里站 - 雲田站
南兴线
孟中里站 - 松道站
博川线
孟中里站 - 博川站